# Thienemannimyia senata
Thienemannimyia senata är en tvåvingeart som först beskrevs av Walley 1925.  Thienemannimyia senata ingår i släktet Thienemannimyia och familjen fjädermyggor. Inga underarter finns listade i Catalogue of Life.